# Bibliothèque universitaire des langues et civilisations
A Biblioteca Universitária de Línguas e Civilizações (BULAC) é uma biblioteca universitária que foi aberta em 12 de dezembro de 2011 e constitui, com o Instituto Nacional de Línguas e Civilizações Orientais (INALCO), o Pólo de Línguas e Civilizações, localizado na zona de desenvolvimento de Paris Rive Gauche, na 65, rue des Grands-Moulins, no 13.º arrondissement de Paris. É especializado em idiomas escritos com caracteres não latinos, correspondendo aos campos de ensino e pesquisa do INALCO.

## Local

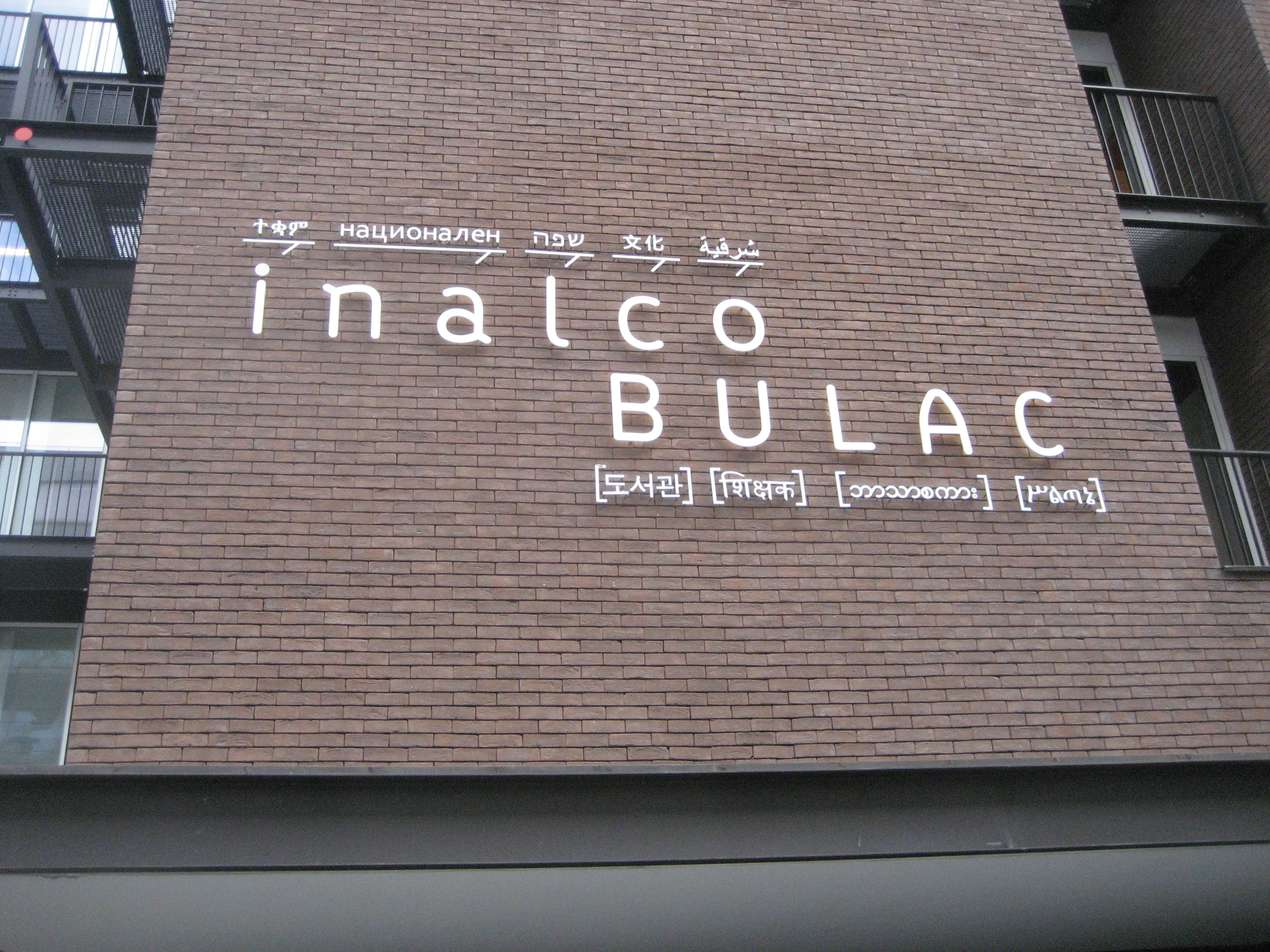
Entrada para BULAC e Inalco

A construção é de responsabilidade da região de Île-de-France, que também fornece dois terços do financiamento, estimado em 80 milhões de euros, sendo o restante fornecido pelo Estado.
O custo operacional da estrutura é estimado em 2,5 milhões de euros anualmente.

## Status
O BULAC é legalmente um grupo de interesse público formado entre as seguintes instituições:
- Estado (Ministério do Ensino Superior e Pesquisa);
- Instituto Nacional de Línguas e Civilizações Orientais (INALCO);
- Escola de Prática de Altos Estudos (EPHE);
- Escola de Estudos Avançados em Ciências Sociais (EHESS);
- Escola Francesa do Extremo Oriente;
- Universidade de Paris 1 - Panthéon-Sorbonne;
- Universidade de Paris 3 - Sorbonne Nouvelle;
- Universidade de Sorbonne;
- Universidade de Paris 7 - Paris-Diderot ;
- Centro Nacional de Pesquisa Científica (CNRS).

O BULAC é administrado por uma assembléia geral composta por um representante para cada um dos parceiros, exceto o ministério que tem quatro representantes (dois para o ensino superior, dois para pesquisa). Um conselho científico composto por professores e pesquisadores franceses e estrangeiros define políticas gerais em termos de política documental e pesquisa.
Direção
A administração do BULAC é composta por um diretor, um diretor assistente e um diretor científico.
- Marie-Lise Tsagouria é diretora do GIP BULAC.
- Vice diretor: Jean-François Chanal, Diretor Geral de Serviços
- Diretor científico: Benjamin Guichard que sucedeu Francis Richard

## Coleções
As coleções da biblioteca incluem 1,5 milhão de volumes em suas coleções, que cobrem quase 350 idiomas em 80 alfabetos.

### Bibliotecas anexadas

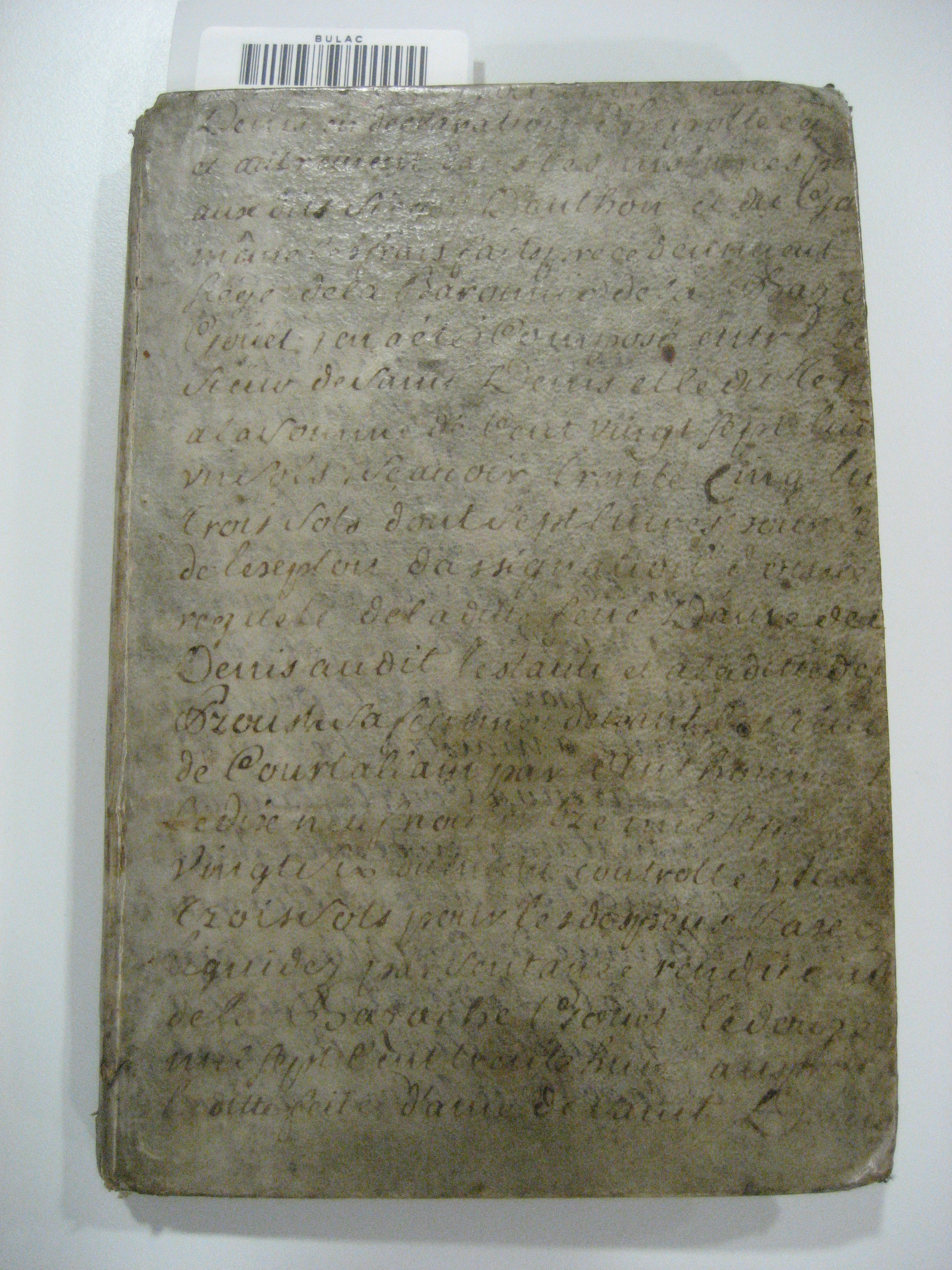
Vocabulário malgaxe (1773) (coleção BULAC).

A BULAC reúne os fundos, anteriormente dispersos, de quase vinte bibliotecas especializadas, a principal delas é a Biblioteca Interuniversitária de Línguas Orientais (antiga biblioteca da Escola de Línguas Orientais), distribuída em quatro lugares, como o INALCO.
As outras bibliotecas destinadas a ingressar no BULAC são:
- a coleção eslava da Biblioteca Interuniversitária da Sorbonne;
- na Universidade de Paris III:
  - a Biblioteca James-Darmesteter do Instituto de Estudos Iranianos
  - a biblioteca Jules-Bloch
  - coleções finlandesas e turco-otomanas do Serviço Conjunto de Documentação de Paris III
- a biblioteca do Centro de Estudos Eslavos da Universidade Paris IV
- os arquivos coreanos das línguas e civilizações UFR do leste da Ásia da Paris VII
- a biblioteca da Escola Francesa do Extremo Oriente
- oito bibliotecas atualmente dependentes do EHESS:
  - Biblioteca do Centro de Pesquisa do Japão
  - Biblioteca do Centro de Estudos da China Moderna e Contemporânea
  - Biblioteca do Centro de Estudos da Índia e do Sul da Ásia
  - Biblioteca do grupo de estudos indígenas insulares "Archipel"
  - Biblioteca do Centro de Pesquisa Linguística no Leste Asiático
  - Biblioteca do Centro de Pesquisa da Coreia
  - Biblioteca do Centro de Estudos Africanos
  - Biblioteca do Centro de Estudos dos Mundos Russo, Caucasiano e da Europa Central
- cinco bibliotecas anteriormente pertencentes à EPHE:
  - Biblioteca Central da Seção de História e Filologia
  - Biblioteca Central da Seção de Ciências Religiosas
  - Centro de documentação na área tibetana
  - Biblioteca Wladimir-Golenischeff
  - Biblioteca do Centro de Estudos da Mongólia e da Sibéria

### O catálogo BULAC
O catálogo online do BULAC, produzido com Koha, lista todos os trabalhos da biblioteca, com exceção de parte dos trabalhos em caracteres não latinos adquiridos antes de 2000. Documentos que não sejam em escrita latina podem ser descritos:
- em caracteres originais, respeitando a ortografia do idioma e a direção da escrita.
- na transliteração ou transcrição de escrituras não latinas: cada caractere árabe, chinês, grego, tailandês, etc. é transcrito por um caractere latino, acentuado se necessário (transliteração) ou por sua transposição fonética (transcrição).

Em 2019, o catálogo foi enriquecido com uma ferramenta de descoberta (EDS da EBSCO), a fim de oferecer acesso a recursos on-line (artigos de periódicos e ebooks, etc.) e a coleções de patrimônio digital graças a uma mesmo campo de pesquisa.

### BiNA: Coleções patrimoniais digitalizadas
A BiNA (Bibliothèque Numérique Aréale), produzida com Oméka, fornece acesso a todos os documentos digitalizados e sem royalties da BULAC: fundos patrimoniais de todo o mundo escolhidos entre os mais preciosos da biblioteca: gravuras antigas, manuscritos, gravuras, periódicos. Todos os documentos estão disponíveis gratuitamente ou podem ser baixados do site.
Os documentos digitalizados estão organizados em dez coleções, de acordo com sua origem geográfica e / ou idioma:
- Ásia
- Domínio turco
- Oriente Médio, Magrebe, Ásia Central
- Propriedade persa
- Domínio árabe
- Manuscritos de Naxi
- Domínio chinês
- Manuscritos turcos otomanos
- Manuscritos persas
- Manuscritos árabes

### Le Carreau de la BULAC
O BULAC publica um caderno de pesquisa na plataforma de blogs Hypotheses.org. Este caderno, o Carreau de la BULAC, oferece a estudantes e pesquisadores que trabalham em línguas e civilizações não ocidentais, informações e notícias nas coleções do BULAC e na pesquisa de área.

### La Croisée de la BULAC
Este site de observação lista as publicações mais recentes de uma seleção de portáteis de relógio com foco na África, culturas nativas americanas, Ásia, Europa Central e Oriental, Oriente Médio e Mundos Muçulmanos e Oceania.